# Jufferswaard
De Jufferswaard is een natuurgebied van 31 hectare in de gemeente Renkum. Het ligt in de uiterwaard langs de Nederrijn, tussen het fabrieksterrein van papierfabriek Parenco en de Rijnbrug bij Heteren.

## Geschiedenis
De naam Jufferswaard wordt al genoemd in 1372, het jaar waarin door hertogin Mechteld van Gelre de "Jonckfrouwenweert" in leen wordt uitgegeven. Vermoedelijk is de Jufferswaard dus vernoemd naar de 'jonckfrouw' van het kasteel Doorwerth, voor wie de opbrengsten van de waard bestemd waren. In 1721 beschrijft J. Ruijsch veel details van het gebied in zijn "Grensbeschrijving van de Heerlijkheid Doorwerth". Zo'n beschrijving werd een 'ommeganck' genoemd, en deze geeft een goed beeld van onder meer de 'Juffrouwenweerd', zoals hij het noemt.
Vanaf 1875 herbergde het gebied een steenfabriek met een vijf veldovens en na 1927 een vlamoven. In 1944 werden de bedrijfsgebouwen bij oorlogshandelingen zwaar beschadigd. Ze zijn daarna niet weer opgebouwd, alleen de schoorsteen bleef in stand. De door de natuur overwoekerde ruïnes zijn nog  aanwezig, tezamen met overblijfselen van een veldspoor dat door de fabriek was aangelegd voor het vervoer van klei en kolen. De restanten van de steenfabriek zijn sinds 2021 een gemeentelijk monument.

## Beschrijving
Het gebied is in beheer bij Staatsbosbeheer. Het is de plaats waar de Heelsumse Beek in de Nederrijn uitmondt, tussen tichelgaten met een weelderige begroeiing. Het vaak moerassige terrein wordt omringd door uitlopers van de Veluwe. De grote verscheidenheid aan habitats in een relatief klein gebied weerspiegelt zich in een grote soortenrijkdom van planten, insecten en vogels. De ruïne van de steenfabriek is een door vleermuizen veelgebruikt onderkomen.
Lepelaar en ijsvogel worden geregeld waargenomen in de Jufferswaard. Een zwarte zwaan, bijgenaamd 'Zorro', leefde tot 2021 veertien jaar lang in de Jufferswaard. Nadat hij door een loslopende hond werd doodgebeten is hij geprepareerd opgenomen in het informatiecentrum van de Stichting Renkums Beekdal. Ook de bever voelt zich er thuis. Door middel van gerichte beheermaatregelen is getracht de waterkwaliteit in het gebied te verbeteren. In 2015 werd de meanderende beek met duizend meter verlengd en voorzien van geschikte paaiplaatsen voor onder andere winde en rivierprik. Er kwam een andere uitmonding in de rivier met een nieuw vistrap.
Voor wandelaars is de Jufferswaard toegankelijk over de zomerkade. Aan de rivier bevinden zich enkele zandstrandjes.